# Миропомазання

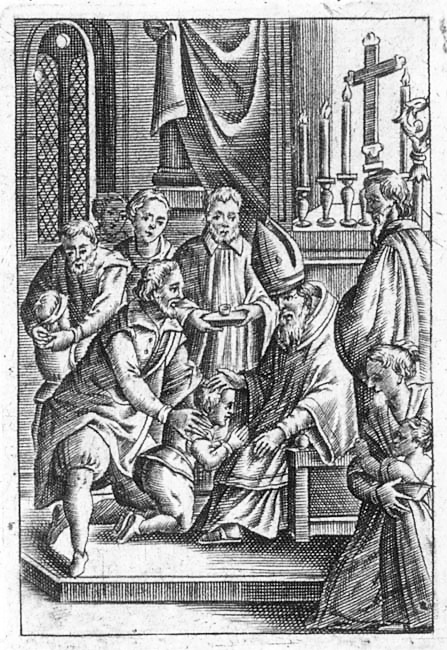
Єпископ здійснює миропомазання (конфірмацію)

Миропома́зання — християнське таїнство прийняття дарів Святого Духа (мудрості, розуму, ради, мужності, знання, побожності та страху Божого) і обряд після прийняття хрещення. Творячи знак хреста на чолі, ніздрях, устах, вухах, грудях, руках, ногах новопросвіченого, священник помазує його святим миром та проказує при кожному помазуванні слова: «Печать дара Духа Святого».

## Обряд миропомазання
В апостольські часи після прийняття хрещення новопросвічені приймали дар Святого Духа через покладення рук апостолів (Дії 8, 15-17)74. Апостольську священнодію покладення рук на новохрещеного у післяапостольські часи здійснюють єпископи, але в їхній обряд уже входить традиція помазання новохрещеного також св. єлеєм. Тертуліан свідчить, що після хрещення йде обряд помазання та покладення рук єпископа з молитвою на голову новопросвіченого. В Апостольському переданні єпископ кладе руки на новохрещених, читає молитву, а потім завершує цей обряд помазанням єлеєм та зображенням знаку хреста на чолі у новохрещених. У східних Церквах із переходом на масове хрещення дітей та збереженням ранньоцерковної дисципліни про вділення трьох таїнств християнського тайновведення у одній відправі таїнство миропомазання стали здійснювати священики через помазання новопросвічених миром, яке освячував єпископ. Згідно з цією традицією православний требник приписує священикові зразу після хрещення вділяти охрещеному таїнство миропомазання. Творячи знак хреста на чолі, ніздрях, устах, вухах, грудях, руках, ногах новопросвіченого священик помазує його св. миром та проказує при кожному помазуванні слова: «Печать дара Святого Духа».

## Римський обряд миропомазання (конфірмація)
У західній церкві склалася інша дисципліна втілення миропомазання. Римський обряд, який на початку другого тисячоріччя повністю замінив усі західні церковні обряди, зберіг за єпископом право не лише освячувати миро, але й звершувати увесь чин миропомазання (конфірмації). Уже на початку V ст. папа Інокентій I (402–417) у листі до єпископа Деценція із Губбіо суворо забороняє пресвітерам вділяти таїнство миропомазання, та вказуючи на практику апостолів (Дії 8, 14-18), дозволяє здійснювати цей чин тільки єпископам, які мають повноту священства. В свою чергу таке віднесення вділення миропомазання до священнодій єпископа посприяло згодом швидкому відділенню цього таїнства від інших таїнств тайновведення та створенню нової доктрини конфірмації у католицькій церкві. Повертаючись після Другого Ватиканського собору до стародавньої доктрини та дещо реформуючи чин вділення конфірмації в католицькій церкві, папа Павло VI вніс у цей обряд формулу православного чину миропомазання. Таїнство конфірмації вділяється через помазання чола миром з покладенням руки та через слова: «Прийми печать дара Святого Духа».

## Освячення св. мира
Уже у стародавній церкві при формуванні традиції вділення миропомазання священиками конкретно встановлюється канонічна норма приготування св. мира тільки єпископами. Правило 6 Карфагенського собору, регулюючи цю дисципліну, нагадує, що пресвітерам здійснювати обряд освячення мира не дозволяється, бо він є винятково єпископською священнодією. Початково освячення мира не пов'язувалося з якимось особливим днем та не віддавалось це право якомусь окремому єпископу. Але з ХІІ ст. стає традицією, щоб св. миро освячувалося Вселенським патріархом в знак визнання його авторитету та роздавалось іншим помісним церквам. Тому й досі частина помісних церков ще продовжують брати освячене миро з Константинополя, а в інших автокефальних церквах миро варять їхні першоієрархи.
Мироваріння також почало пов'язуватися з окремим днем, яким став Великий четвер. Цей день Страсної седмиці згодом став днем приготування св. мира та освячення його. Для приготування мира береться окрім єлею багато інших пахучих рослин та вариться у спеціально пристосованих до цього церквах. Після варіння миро освячується архієреєм за літургічним чином.
За матеріалами протоієрея Миколи Макара (доктора канонічного права)